# Archäologisches Institut der Universität Göttingen

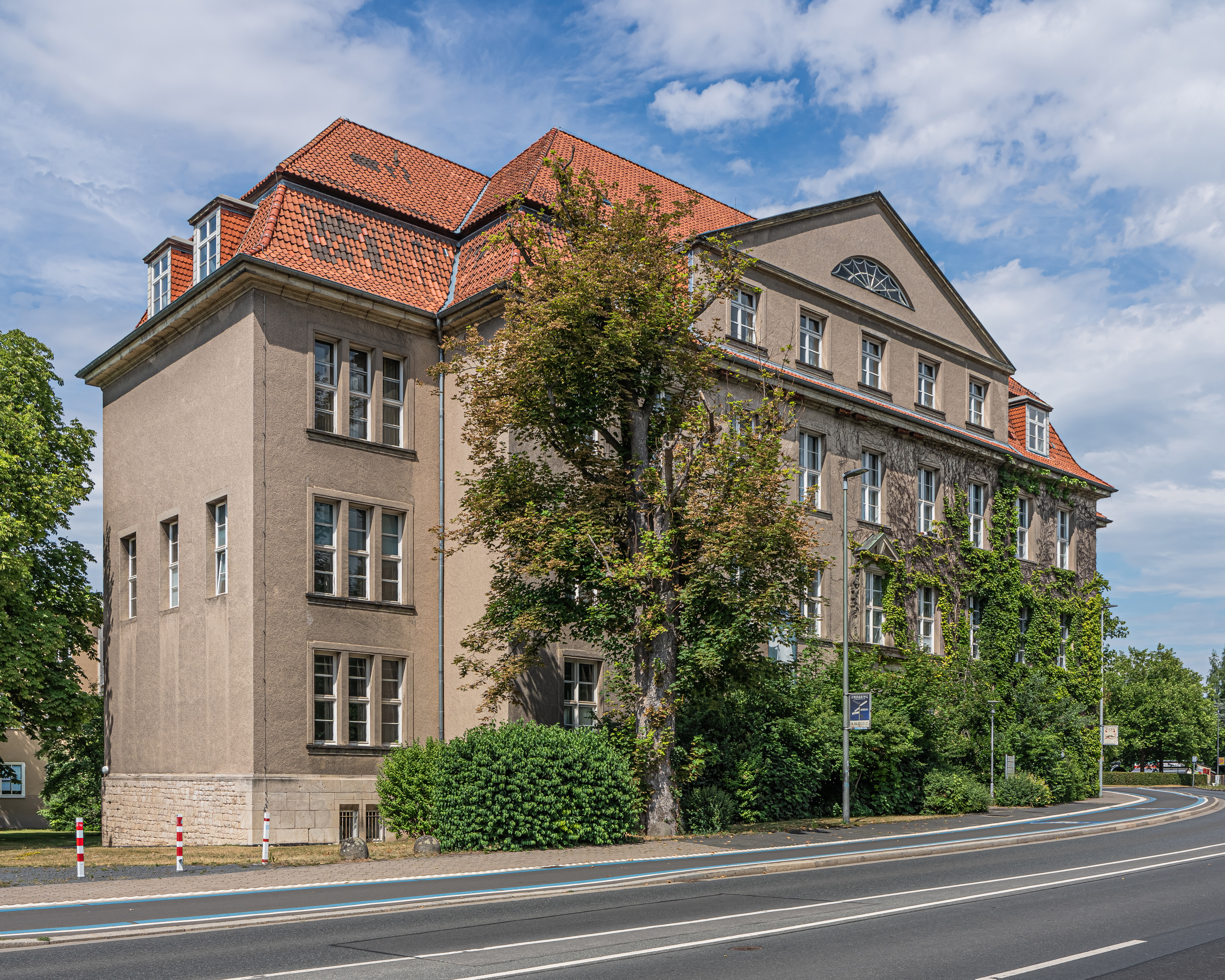
Außenansicht 2022

Das Archäologische Institut der Georg-August-Universität Göttingen gehört zu den ältesten Universitätsinstituten für Klassische Archäologie in Deutschland.
Es befindet sich in dem 1910 bis 1912 errichteten Seminargebäude am Nikolausberger Weg 15 am Rand der Göttinger Innenstadt und des Zentralcampus, das neben der Klassischen Archäologie die Institute für Christliche Archäologie und byzantinische Kunstgeschichte, für Kunstgeschichte und für Ur- und Frühgeschichte sowie die Gipsabgusssammlung beherbergt. Darüber hinaus befinden sich zwei weitere bedeutende Sammlungen der Archäologie dort.

## Geschichte der Archäologie in Göttingen

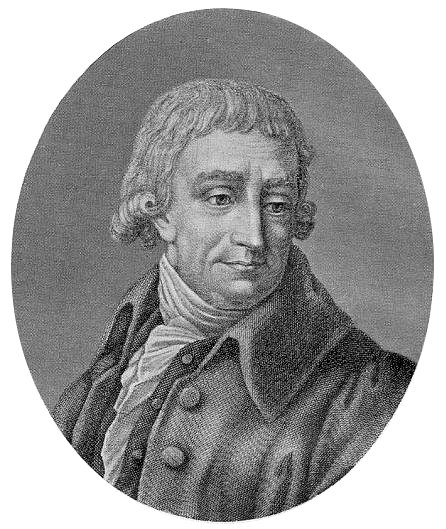
Christian Gottlob Heyne, der als Begründer der Archäologie als Lehrfach geltende Professor für „Poesie und Beredsamkeit“

Die Archäologie als universitäres Lehrfach nahm ihre Anfänge 1767, als Christian Gottlob Heyne, der Professor für Poesie und Beredsamkeit, zum ersten Mal überhaupt eine Fachvorlesung über Archäologie hielt. Die Vorlesung erfreute sich rasch großer Beliebtheit, sodass Heyne sie in den folgenden 40 Jahren in fast jedem Sommersemester wiederholte. Heyne begründete darüber hinaus die heute noch vorhandene Gipsabgusssammlung, als er 1767 anfing Abgüsse griechischer und römischer Skulpturen aufzukaufen. Dank Heyne war die Archäologie als Lehrfach so beliebt geworden, dass sein Nachfolger Friedrich Gottlieb Welcker die Vorlesung fortführen musste. 1844 gründete der damalige Extraordinarius Friedrich Wieseler das Archäologische Seminar, welches fünf Stipendien umfasste. Unter dem Archäologischen Institut verstand er hauptsächlich die Sammlungen. Bis 1907 trug das Institut den Namen Archäologisch-Numismatisches Institut, von 1907 bis 2010 Archäologisches Institut, seit 2010ff. lautet der Name Archäologisches Institut und Sammlung der Gipsabgüsse.
Leiter
- 1844–1889 Friedrich Wieseler
- 1889–1907 Karl Dilthey
- 1907–1917 Gustav Körte
- 1918–1939 Hermann Thiersch
- 1946–1971 Rudolf Horn
- 1972–1976 Paul Zanker
- 1976–1989 Klaus Fittschen
- 1990–2008 Marianne Bergmann
- seit 2009 Johannes Bergemann

Siehe auch Liste der Klassischen Archäologen an der Georg-August-Universität Göttingen.

## Sammlungen

### Gipsabgusssammlung

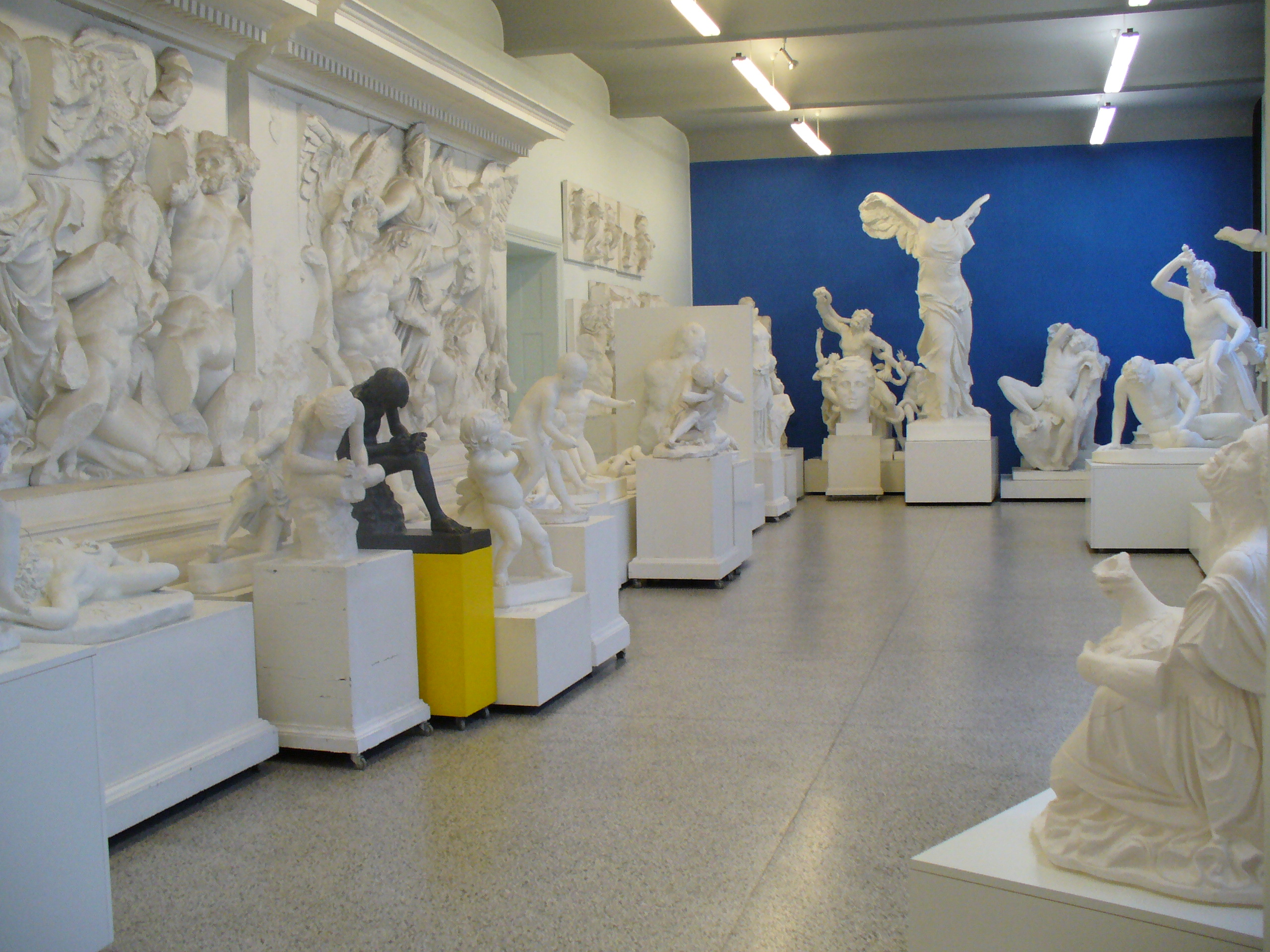
Blick in die Abgusssammlung der Universität Göttingen

Die Sammlung der Gipsabgüsse umfasst nahezu 2000 Objekte und ist damit eine der größten ihrer Art. Sie wurde 1767 gegründet und ist damit die weltweit älteste universitäre Abgusssammlung. Seit 2004 kann man ihre Bestände online im Virtuellen Antikenmuseum (VIAMUS) aufrufen.

### Originalsammlung
Die Originalsammlung enthält archäologische Funde vor allem aus dem griechischen, etruskischen und römischen, aber auch aus dem ägyptischen und vorderasiatischen Kulturraum, beispielsweise Vasen, Marmorskulpturen, Bronzestatuetten und -geräte, Terrakottafiguren, Glasgefäße und vieles mehr.

### Münzsammlung
Das Münzkabinett umfasst etwa 40.000 griechische, römische, byzantinische, mittelalterliche, orientalische und neuzeitliche Münzen und Medaillen. Auch diese Sammlung wird im archäologischen Institut am Nikolausberger Weg aufbewahrt. Die Sammlung der byzantinischen Münzen wurde 2004 von Andreas Urs Sommer publiziert (siehe Literatur).

### Sammlung Wallmoden
Von 1979 bis 2023 wurden auf Bestreben von Klaus Fittschen die 56 antiken Skulpturen der Sammlung Wallmoden als Leihgabe der Welfen in einem eigens dazu eingerichteten Seitenflügel des Seminargebäudes ausgestellt und dienten somit der Lehre der klassischen Archäologie.

## Projekte

### Viamus
Das Viamus (Virtuelles Antikenmuseum) ist ein virtuelles Ausstellungsangebot des archäologischen Instituts Göttingen und wird durch die Stiftung Niedersachsen gefördert. Der Name bezieht sich auf den lateinischen Ausdruck „viamus“, der so viel bedeutet wie „wir reisen umher“, was auf den virtuellen Rundgang durch die Sammlungsräume verweist. Die Seite bietet drei Hauptangebote: Den virtuellen Rundgang durch die Räume der Abgusssammlung, die Datenbank, welche Bildmaterial und wissenschaftliche Daten zu den über 2000 Gipsabgüssen umfasst, sowie das „e-learning“, ein elektronisches Lernprogramm, das in zwei Versionen (eine für den universitären Gebrauch, eine weitere speziell für den Schulunterricht) verfügbar ist und dem Selbststudium zu antiken Porträts dient.